# Luxe Radio
 (novembre 2015).
Si vous disposez d'ouvrages ou d'articles de référence ou si vous connaissez des sites web de qualité traitant du thème abordé ici, merci de compléter l'article en donnant les références utiles à sa vérifiabilité et en les liant à la section « Notes et références ».
Luxe Radio est une station radiophonique marocaine privée consacrée au luxe, à la mode et à l'art de vivre basée à Casablanca. La radio propose également des informations et des débats sociétaux, économiques et politiques. 

## Histoire
En 2008, Abdessamad Aboulghali soumet un dossier de candidature dans le cadre de l'appel d'offres international lancé par la Haute Autorité de la communication audiovisuelle. Parmi les quatre stations remportant l'appel d'offres, il décroche sa licence le 23 février 2009. Le 1er mars 2010, la radio est lancée avec cinq émissions : Les Matins Luxe avec Seddik Khalfi, Diamant rose avec Ikram El Ghinaoui, Avec ou sans parure avec Youssef Ait Akdim, Superflu avec Habib Hemch et Les Nuits magiques avec Karim Allam Bouché. Sa directrice générale est Ilham Alami, son directeur d'antenne Xavier Laissus et son rédacteur en chef Hicham Dechraoui.  Par ailleurs, son style musical est la dance et la lounge.
En 2011, Youness El Mouharrar est nommé Directeur d'antenne, Luxe Radio lance son application iOS & Android, et sa ligne éditoriale à la fois audacieuse et singulière devient rapidement une référence de la non complaisance médiatique au Maroc. Les émissions "Les Matins Luxe" et "Avec ou Sans Parure" s'imposent comme étant la signature éditoriale de la station. Ilham Alami quitte la station fin 2011.
En 2012, Luxe Radio, après avoir fait appel au designer belge Geert Buelens, mais aussi à Zaha Hadid pour la conception d'un « sofa sculptural » siégeant à intérieur, lance une galerie d'art contemporain ambulante, dénommée Luxe Radio Mobile Art.
En 2014, Luxe Radio change d'identité visuelle. Elle abandonne le carré noir et blanc et s'approprie un œuf incliné à 20 degrés vers la droite, couleur noir et blanc et en trois dimensions.

## Programmes
La programmation de Luxe Radio est axée essentiellement sur l’art, la mode et l’art de vivre. La radio propose également des informations et des débats sociétaux, économiques et politiques.

## Fréquences
Sur la bande FM :
- Casablanca : 99.2 MHz
- Rabat : 105.4 MHz
- El Jadida : 98.0 MHz
- Marrakech : 101.2 MHz
- Agadir, Settat : 102.4 MHz
- Essaouira : 102.0 MHz
- Safi : 100.4 MHz
- Settat : 102.4  MHz